# Mãe Nitinha de Oxum
Areonite da Conceição Chagas ou Iyá Nitinha - (12 de setembro de 1925 - 4 de fevereiro de 2008) foi Iaquequerê, Iatebexê, e Ojuodé da Casa Branca do Engenho Velho em Salvador e Ialorixá em sua casa no Rio de Janeiro, Terreiro de Nossa Senhora das Candeias, em Miguel Couto na Baixada fluminense.
Morreu na tarde do dia 4 de fevereiro aos 83 anos, no Hospital Evangélico, em Brotas, onde estava internada há 12 dias, vítima de insuficiência respiratória, foi sepultada dia 5 de fevereiro de 2008, no Cemitério Jardim da Saudade, Salvador, Bahia. No terreiro da Casa Branca tiveram início no dia seguinte os rituais do Axexê, que tem duração de vários dias.
O axexê em Miguel Couto teve início aos 12 de março de 2008, sob a direção do babalorixá Air José, do Terreiro Pilão de Prata e pai Valdemar Ogunssy do Ilê Axé Alarabedê terreiro Alarabedê.